# Mütiilation
I Mütiilation sono stati un progetto black metal francese, inizialmente inquadrabile come gruppo, ma in seguito etichettabile come progetto solista composto esclusivamente del suo fondatore William "Meyhna'ch" Roussel che ha mantenuto l'attività sotto tale nome fino alla fine del suddetto progetto nel 2017. I Mütiilation hanno pubblicato sei album in studio e diverse EP e compilation.

## Storia
Il progetto Mütiilation è stato fondato nel 1991 da Meyhna'ch, il batterista Dark Wizard of Silence e il bassista David. Hanno registrato alcune demo come trio fino al 1993, quando David decise di lasciare il gruppo nel periodo in cui i Mütiilation divennero la prima band delle Black Legions. I Mütiilation hanno quindi pubblicato un EP per onorare il suddetto circolo intitolato Hail Satanas We Are The Black Legions.
Non molto tempo dopo, Dark Wizzard of Silence è stato sostituito da Krissagrazabeth, che ha registrato con la band fino a Vampires of Black Imperial Blood, disco considerato come una pietra miliare nel suo genere. Anche questi si separò dal gruppo a causa di disaccordi con le Black Legions. Al contrario, il bassista Mørdrëd, rimase nel progetto e rientrò a pieno titolo nel circolo; questa formazione è stata descritta in The Black Plague - First Chapter (And Maybe Last One).

## La reincarnazione
Nel 1999 la Drakkar Productions ha pubblicato una compilation di materiale inedito, Remains of a Ruined, Dead, Cursed Soul. Qui si rendeva noto che Meyhna'ch era "morto" a causa del disgusto per la scena black metal. Tuttavia, nel 2001, Mütiilation è tornato con l'uscita di Black Millenium (Grimly Reborn), con un altro messaggio aspro contro la scena. A questo punto la band era diventata un progetto solista e Meyhna'ch usava ancora l'emblema dei Black Legions in alcune pubblicazioni.
Il progetto Mütiilation ha poi portato avanti due esibizioni con gruppi come gli Impiety, gli Abigail, i Decayed, i Tsjuder, i Watain e i Judas Iscariot. Durante questo periodo Noktu, Fureiss e Astrelya dei Celestia furono inseriti come membri dal vivo. TND ha suonato il basso al concerto di Marsiglia, ma non ha potuto esibirsi a Germendorf.
Dopo altri tre album in studio e uno split album con i Satanic Warmaster e i Drowning the Light, Meyhna'ch fece calare il sipario sul progetto Mütiilation. Nonostante un'esibizione sporadica nell'edizione 2015 dell'Hellfest, Meyhna'ch ha continuato con un nuovo progetto usando il proprio pseudonimo, sostenendo che i Mütiilation sono "morti". Nel 2017 avviene lo scioglimento ufficiale.     Nel 2024, 7 anni dopo lo scioglimento e 17 anni dopo Sorrow Galaxies, Meyhna'ch fa uscire un altro album, Black Metal Cult, con il batterista Kham.

## Membri
Attuale
- Meyhna'ch - voce, chitarre, basso, programmazione (1991-1996, 2000-2009, 2009-2017)

Membri fondatori
- Dark Wizzard Of Silence - batteria (1991-1994)
- David - basso (1991-1993)
- Krissagrazabeth - batteria (1994-1995)
- Mørdrëd - basso (1994-1995)
- Andy Julia - batteria (2001)
- TND - basso (2001)
- Cyril Mendre - chitarra (2001)
- Fureiss Franck - chitarra (2001)
- Azk.6 - batteria (2015)
- Reverend Prick - basso (2015)
- Patrice Duthoo - chitarra (2015)

## Discografia

### Album in studio
- Vampires of Black Imperial Blood (1995)
- Remains of a Ruined, Dead, Cursed Soul (1999)
- Black Millenium (Grimly Reborn) (2001)
- Majestas Leprosus (2003)
- Rattenkönig (2005)
- Sorrow Galaxies (2007)
- Black Metal Cult (2024)

### Demo
- Rehearsal 1992 (1992)
- Rites through the Twilight of Hell (1992)
- Ceremony of the Black Cult (1993)
- Evil - The Gestalt of Abomination (1993)
- Cursed (Rehearsal 1994) (1994)
- Satanist Styrken (1994)
- Black Imperial Blood (Travel) (1994)
- Rehearsal 2001 (2001)
- Destroy Your Life for Satan (2001)

### EP, split e compilation
- Hail Satanas We Are The Black Legions (1994)
- Promo (1995)
- New False Prophet (2000)
- Split con i Deathspell Omega (2002)
- 1992-2002: Ten Years of Depressive Destruction (2003)
- From the Entrails to the Dirt (Part II) (2005)
- Split con i Drowning The Light e i Satanic Warmaster (2007)
- Black as Lead & Death (EP, 2012)